# 王锦 (出品人)
王锦，影视剧出品人、制片人、发行人 
。自2004年投身影视业 。
其投身影视事业以来发行了多部电视剧，其中《小麦进城》、《满仓进城》、《福根进城》 
、《唱战记》、《猛兽列车》和《俺娘田小草》
、《糊涂县令郑板桥》、《我的小姨》、《欢乐步行街》、《桃花依旧笑春风》
、《我们的四十年》
等作品已在中国多个卫视上星播出。

## 人物简历
2002年，王锦在阳光卫视担任经理、运营总监。
2004年，他开始投身中国影视业，创立了北京时代光影文化传媒股份有限公司，并先后投资拍摄并发行多部家喻户晓的影视剧作品：其中“进城系列”——《小麦进城》、《满仓进城》、《福根进城》可谓开创了中国近几年来农村题材电视剧的2.0时代。
电视剧《满仓进城》先后在山东卫视、河南卫视、辽宁卫视、河北卫视播出，取得了全国省级卫视黄金时段收视首名的好成绩，并荣获2015南方盛典最佳收视贡献奖，《小麦进城》荣获上海SMG电视剧最佳收视贡献奖和最具品质奖，《福根进城》作为进城系列终结篇，在2016南方盛典拿下“优秀电视剧出品公司奖” 。
王锦敢于尝试，打破传统，引领了边拍边播的中国电视剧制作播出新模式，带领公司团队拍摄制作了青春偶像周播剧——《唱战记》，并在湖南卫视周播剧场独家上映，深受年轻观众追捧；新派抗战剧《猛兽列车》剧情跌宕起伏，紧迫不失诙谐，被称作“中国版火车大劫案”，先后在黑龙江卫视、河南卫视、辽宁卫视播出；数字电影《佐瑞姑娘》在院线上映，中央六套电影频道播出；其投资制作的“母亲”系列作品开篇之作《俺娘田小草》首轮在山东卫视、安徽卫视播黄金档播出，收获了山东卫视全年收视率第一名，安徽卫视全年收视排名第二名，全国省级卫视同时段排名第三的傲人成绩，且在河南卫视、辽宁卫视第二轮播出时，也收获不俗成绩；
2016年11月，王锦出品，著名导演王梓执导，王茜华、于震主演的《俺娘田小草》姊妹篇《小草青青》在安徽卫视、山东卫视黄金档播出，获得良好口碑与收视。
2018年为改革开放40周年，王锦策划并拍摄的电视剧《我们的四十年》，被列为“庆祝改革开放40周年重点推荐电视剧”。

## 社会活动
- 首都影视制作业协会会员
- 2014年受邀参加在美国迈阿密举办的北美国际电视节，并成为会员
- 大爱无疆助学基金会会员
- 第十一届全国电视制片业评选为“十佳电视剧出品人”
- 担任第二届“鹰眼匠心榜”100位制片人眼中的好项目评选”评委[15]

## 所创公司
王锦还于2013年7月创办了北京时代光影文化传媒股份有限公司，投资、拍摄、发行了大量电视剧。自创立至今，时代光影已经成为知名度较高的影视制作公司。
2016年11月25日，北京时代光影文化传媒股份有限公司正式挂牌新三板。

## 代表作品
《小麦进城》是进城系列三部曲之一，由姚远执导，王茜华、罗刚主演，该剧聚焦20世纪70年代知青返城时期，农村女人小麦进城后与爱人之间产生的种种冲突，最终通过诚实劳动打拼出自己的一番天地的励志故事。
《满仓进城》由于晓光、车晓、王丽云等人主演。该剧讲述了女知青景梅与农村小伙子满仓之间催泪又励志的爱情故事。该剧已于2014年12月4日在山东、辽宁、河南、河北、新疆卫视播出。
《福根进城》由赵毅、柴碧云等主演。该剧主要讲述一对年轻的农村青年从小就结下姻缘，后因女方考上大学而发生了变化，福根开始进城，由此引发了一系列的经典故事。
《唱战记》是湖南卫视周播剧，由王梓执导，秦岚、黄义达、欧豪等偶像名星出演。
《猛兽列车》是一部新派抗战题材作品，2014年在黑龙江卫视、河南卫视、辽宁卫视播出。
数字电影《佐瑞姑娘》在地方院线上映，CCTV-6电影频道播出。
《俺娘田小草》山东卫视、安徽卫视黄金档首轮播出。
《糊涂县令郑板桥》于2017年3月22日在浙江卫视播出。 
《小草青青》表现了70到90年代间人物背负的时代命运，充分表达了积极向上、不屈服于命运左右的励志精神。于2016年12月29日在安徽卫视、辽宁卫视播出。
《我的小姨》故事讲述了从上世纪六十年代到八十年代这段特殊历史时期，一个“艺术家庭”中两代人的命运传奇。于2017年12月6日在安徽卫视、山东卫视播出。
《第一声枪响》于2017年2月20日在沈阳开机，演绎了一个英雄用意志和信仰在逆境中绝地反击的传奇故事。 
《桃花依旧笑春风》由苗圃、陈龙、郑国霖、韩童生、杜源、邵峰等18位明星联袂出演，讲述了一代女神的历史传奇。于2018年8月在安徽卫视、贵州卫视播出。 
《我们的四十年》改编自庸人的小说《电视》，由时代光影出品，王梓执导，金世佳、柴碧云、李茂、徐小飒等领衔主演，讲述了主人公冯都从幼年受到电视影响，一步步成长为成功电视人的过程。 
《我怕来不及》由北京时代光影文化传媒股份有限公司，安徽华星传媒有限公司、山东广播电视台齐鲁频道，江苏城市联合影视文化股份有限公司出品。讲述的是在国企改制的大背景下，一群中国工人的迷失与奋斗、挫折与崛起。讴歌了以主人公李春生为代表的普通劳动者重情重义、勇于承担、迎难而上的高贵品格，展现了中国人越挫越勇、百折不挠的民族精神。